# سباط (حذاء)

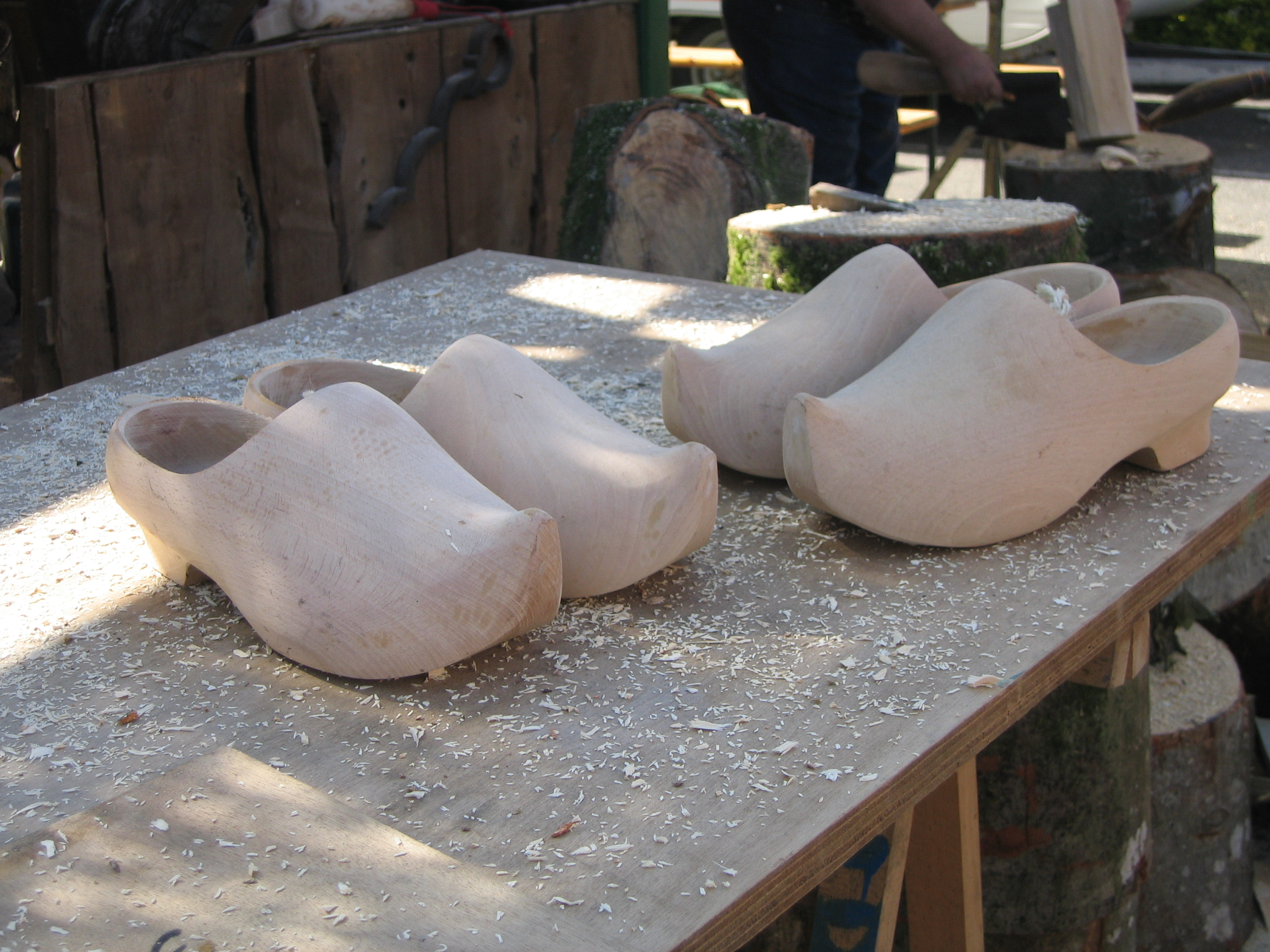
مصنع في غرب فرنسا

السّباط هو حذاء ثقيل ينتعله الفلاحون، أثناء العمل في فرنسا وبلجيكا وهولندا بشكل خاصة. وقد دخلت هذه الكلمة في اللغات الدارجة في عدد من الأمصار العربية  بمعنى حذاء.[بحاجة لمصدر]